# Рісерзее
Рісерзее (нім. Sportclub Riessersee) — німецький хокейний клуб з міста Гарміш-Партенкірхен (Верхня Баварія).

## Історія
Клуб заснований 1923 року. Востаннє в Німецькій хокейній лізі виступав у сезоні 1995/1996.

## Досягнення
- Чемпіон Німеччини (10): 1927, 1935, 1938, 1941, 1947, 1948, 1950, 1960, 1978, 1981
- Віце-чемпіон (16): 1925, 1928, 1929, 1932, 1933, 1934, 1936, 1937, 1942, 1943, 1952, 1953, 1956, 1957, 1958, 1979